# Понтинские болота
Понтинские болота (лат. Paludes Pomptinae), ныне Понтинские поля (итал. Agro Pontino) — ранее болотистая местность в Лацио, юго-восточнее Рима, на равнине Веллетри до Террачины на Тирренском море на юге, где ограничена дюнами, на востоке ограничена горами. 
Понтинские болота, на начало XX столетия, находились в 40 километрах к юго-востоку от Рима, и это была низменная равнина в 30—40 километров длиной и 8 километров шириной. Площадь болотистой местности составляет около 775 км².

## История
До начала заболачивания представляли собой плодородную равнину, которую римляне называли Помптинским полем (Ager Pomptinus).
Болота образовались около 2000 лет назад из-за вырубки лесов южнее Рима для постройки кораблей и отопления. Прежде на этой плодородной земле жили вольски — народ умбро-сабельского происхождения. Так, Тит Ливий пишет о 33 городах этого народа, среди них их столица Суэсса Помеция (лат. Suessa Pometia), славившаяся богатством, в другом источнике указано что Суэсса-Помециа (на начало XX столетия — Сецце) была на краю Понтинского болота. При южном ветре, Понтинские болота, распространяли заразную атмосферу по равнинным частям области, вследствие чего жители селились на более или менее возвышенных местах.
Аппиева дорога пересекает болота уже с Античности. Однако проблему осушения решить не удавалось, на болотах стала распространяться малярия.
Осушить болота пытались римские императоры, среди них Цезарь, Август, Траян, Теодорих, а также папы Бонифаций VIII (в 1300 году), Мартин V (в 1417 году), Сикст V (в 1585 году) и Пий VI (в 1778 году). Все попытки потерпели неудачу. В другом источнике указано что в 1778 — 1788 годах папа Пий VI приказал восстановить и дорогу и канал и достиг того, что эта страна отчасти опять была осушена. Также осушительные работы были начаты с 1899 года.
На 1916 год около четверти занимаемой площади Понтинских болот осушено и обращено в пастбища.
В 1930 году Бенито Муссолини начал проект по осушению местности, для которого понадобилось 10 лет; болота стали одним из символов фашистской модернизации. Почти безлюдная территория была заселена бедняками, были построены новые города Сабаудия, Понтиния. В 1934 году, с целью сохранить остатки Понтинских болот, по приказу Муссолини был организован национальный парк Чирчео.
Сегодня территорию болот пересекает канал, и на ней выращиваются фрукты и пшеница.

## Память
Некоторыми художниками были созданы полотна, например Лев Феликсович Лагорио написал «Понтинские болота», а Л.-Л. Робер — «Жатва в понтинских болотах».   